# 컬럼비아 (초대륙)
콜럼비아(Columbia)는 원생대 초기의 스타테리아기에 형성된 초대륙이다. 누나(Nuna), 허드슨랜드(Hudsonland), 허드스니아(Hudsonia) 등으로도 불린다. 18억년 전에서 15억년 전 정도까지 존재한 것으로 보이며, 후에 로렌시아 대륙과 발티카 대륙이 되는 대륙괴가 중심이었다.

## 같이 보기
- 판 구조론